# Таманґ (мова)
Таманґ (деванагарі: तामाङ) — діалектний кластер, на якому розмовляють деякі мешканці Непалу та індійського штату Сіккім, переважно народу Таманґ. Складається з східного, північно-західного, південно-західного, схіно-горкського та західного діалектів. Лексична схожість між діалектами невисока, лексична схожість між найбільшим східним діалектом та іншими варіює від 81 % до 63 % (для прикладу, лексична схожість між французькою та італійською мовами — 89 %).
| Прапор Непалу | Це незавершена стаття про Непал. Ви можете допомогти проєкту, виправивши або дописавши її. |

| Прапор Індії | Це незавершена стаття про Індію. Ви можете допомогти проєкту, виправивши або дописавши її. |